# یواس‌اس ایسنر (دی‌یی-۱۹۲)
یواس‌اس ایسنر (دی‌یی-۱۹۲) (به انگلیسی: USS Eisner (DE-192)) یک کشتی بود که طول آن ۳۰۶ فوت (۹۳ متر) بود. این کشتی در سال ۱۹۴۳ ساخته شد.